# Monmarvès
Monmarvès là một xã của Pháp, nằm ở tỉnh Dordogne trong vùng Aquitaine của Pháp.
| Danh sách các xã trưởng                |             |                     |                  |          |
| Giai đoạn                              | Giai đoạn   | Tên                 | Đảng             | Tư cách  |
| tháng 3 năm 2001                       | đương nhiệm | Christian Barchiesi | không chính thức | nông dân |
| Tất cả các dữ liệu trước đây không rõ. |             |                     |                  |          |

## Thông tin nhân khẩu
| Năm    | 1962 | 1968 | 1975 | 1982 | 1990 | 1999 | 2005 |
| ------ | ---- | ---- | ---- | ---- | ---- | ---- | ---- |
| Dân số | 69   | 62   | 44   | 42   | 54   | 57   | 47   |